# Dhubri (dystrykt)
Dhubri – dystrykt w indyjskim stanie Asam. Stolica dystryktu jest ulokowana w mieście Dhubri, które jest usytuowane około 290 km od stolicy stanu Asam, Guwahati. W mieście tym znajdowała się wcześniej także stolica poprzednio istniejącego dystryktu (Goalpara), który został stworzony już w roku 1876 przez administrację brytyjską. W roku 1983 dystrykt Goalpara został podzielony na cztery mniejsze części i nowy dystrykt Dhubri jest jedną z nich.

## Zarys
W przeszłości, z racji swojej lokalizacji, miejsce obecnego dystryktu tworzyło swoistą bramę do zachodniej części Indii oraz stanowiło miejsce styku różnych kultur, religii i grup rasowych. Dzięki temu wytworzyła się tutaj unikatowa mieszanka kulturowa poprzez asymilację najeźdźców czy emigrantów z lokalną ludnością. Dystrykt jest ograniczony od zachodu przez granicę państwową z Bangladeszem, a także ze stanem Bengal Zachodni. Dalej na południe rozciąga się granica z Bangladeszem oraz z dystryktem West Garo Hills ze stanu Meghalaya. Od wschodu granica przebiega wspólnie z dystryktami Goalpara oraz Bogaigoan ze stanu Asam. Na północy granicę wyznacza dystrykt Kokrajhar. 

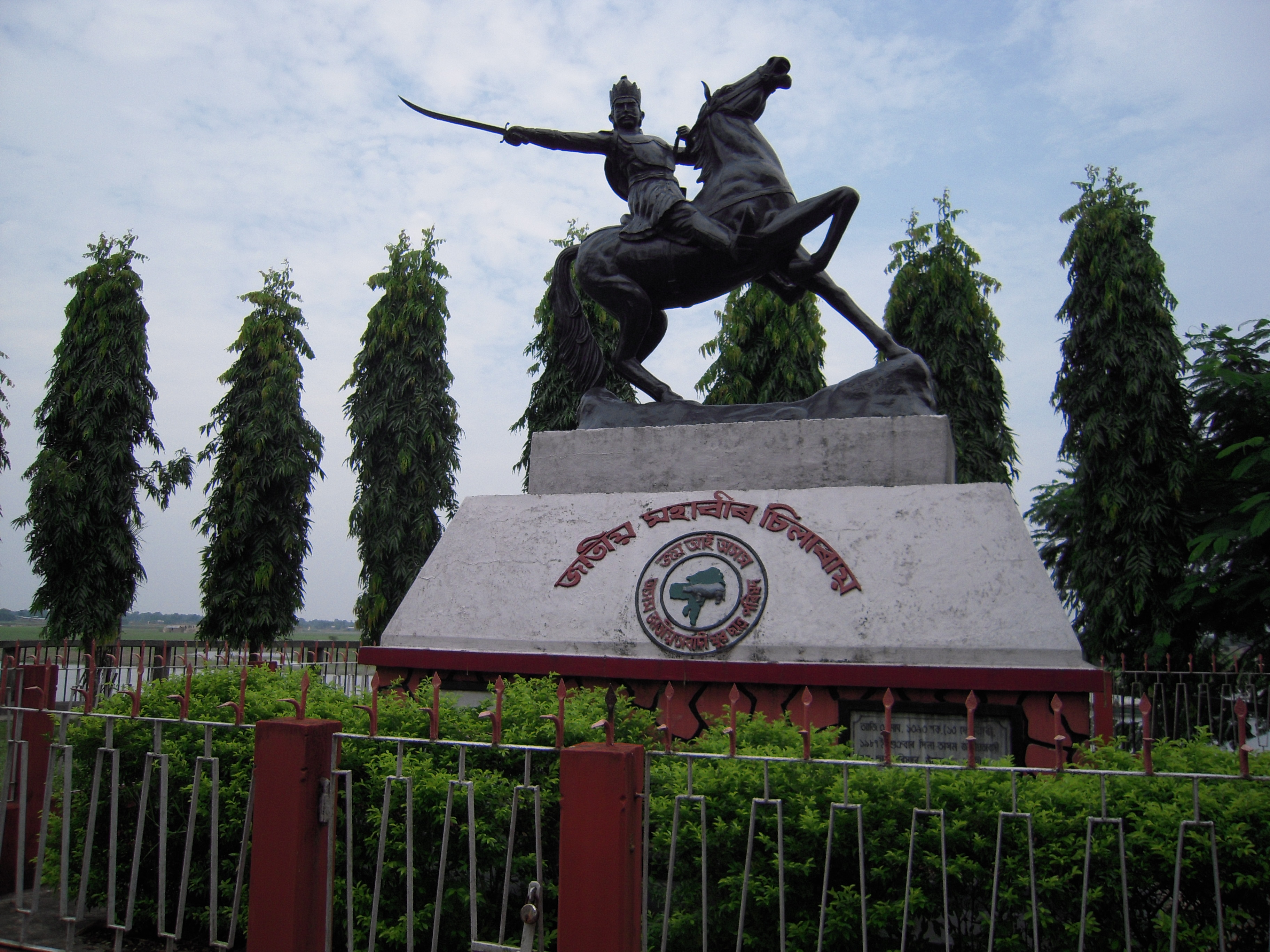
Pomnik Chilarai w mieście Dhubri

## Geografia i demografia
Dystrykt zajmuje powierzchnię 2838 km², którą zamieszkiwała w 2001 roku łączna liczba 1 637 344 mieszkańców. Większość stanowili mężczyźni – 841 044, podczas gdy kobiet było 796 300, co daje stosunek 947 kobiet na 1000 mężczyzn. Trzy największe grupy religijne to muzułmanie, hindusi oraz chrześcijanie odpowiednio o liczbie wyznawców 1 216 455 (74,29%), 405 065 oraz 12 477.
Dystrykt jest jednym z najgęściej zaludnionych dystryktów w całych Indiach o średniej gęstości 584 osób na km²(według spisu z roku 2001). Jest to drugi wynik co do wielkości w stanie Asam zaraz po dystrykcie Nagaon. Umiejętność czytania i pisania posiadało 48,21% mieszkańców, w większości mężczyźni (55,91%, kobiety – 40,04%). Język bengalski jest najczęściej używanym w tym regionie, lecz to język assamski jest oficjalnym w dystrykcie.